# Олешня (притока Псла)
Оле́шня — річка в Україні, у межах Сумського району Сумської області. Права притока Псла (басейн Дніпра).

## Опис
Довжина річки бл. 40 км. Долина коритоподібна, порізана численними балками і ярами. Заплава в середній течії місцями заболочена. Річище слабозвивисте, улітку у верхів'ї пересихає. Споруджено 7 ставків.

## Розташування
Олешня бере початок біля села Нова Січ. Тече спершу переважно на захід. Біля села Кровне повертає на південний захід. Від Кровного й до гирла тече на південний схід (місцями на схід) і південь (у пригирловій частині). Впадає до Псла на північний схід від міста Суми. 
Притоки: Кровна, Рогізна (праві); Каланчак, Житич (ліві). 
Над річкою розташовані селища Кияниця й Іволжанське, смт Хотінь.

## Про назву
Назву річки виводять від назви дерева вільхи (ольхи); Олешня — вільхові зарості. Існують також інші, менш імовірні тлумачення.